# Marion Lüttge
Marion Lüttge (ur. 25 listopada 1941 w Lipsku) – wschodnioniemiecka lekkoatletka, która specjalizowała się w rzucie oszczepem.
Trzykrotnie brała udział w mistrzostwach Europy: Belgrad 1962 (10. miejsce), Budapeszt 1966 (1. miejsce) oraz Ateny 1969 (7. miejsce). W 1962, 1963 oraz 1966 zdobywała tytuły mistrzyni Niemieckiej Republiki Demokratycznej. Rekord życiowy: 59,70 (2 września 1966, Budapeszt).